# Huaimah Stadium
Das Huaimah Stadium (Thai สนามกีฬาอบต.ห้วยม้า) ist ein Mehrzweckstadion in Phrae in der Provinz Phrae, Thailand. Es wird derzeit hauptsächlich für Fußballspiele genutzt und ist das Heimstadion vom Zweitligisten Phrae United Football Club. Das Stadion hat eine Kapazität von 2500 Personen. 

## Nutzer des Stadions
| Verein          | Zeitraum der Nutzung |
| --------------- | -------------------- |
| Phrae United FC | 2020 bis heute       |